# Friedrichskirche (Kirchhammelwarden)

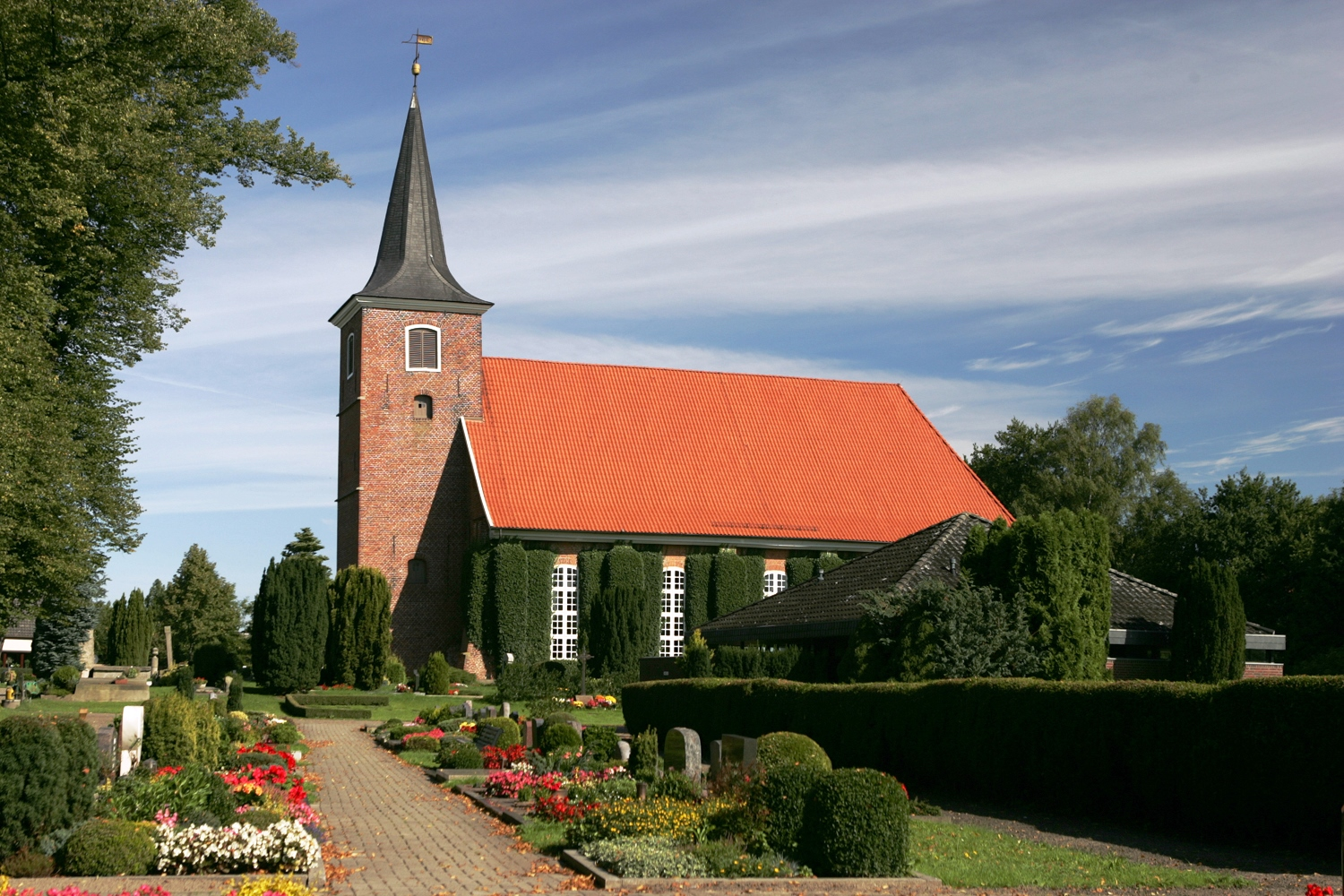
Friedrichskirche

Die evangelisch-lutherische, nach Friedrich V. benannte Friedrichskirche steht auf dem Kirchfriedhof von Kirchhammelwarden, einem Stadtteil von Brake (Unterweser) im Landkreis Wesermarsch von Niedersachsen. Die Kirchengemeinde Brake an der Weser gehört zum Kirchenkreis Wesermarsch der Evangelisch-Lutherischen Kirche in Oldenburg.

## Beschreibung
Anstelle der zu klein und baufällig gewordenen Holzkirche aus der zweiten Hälfte des 13. Jahrhunderts wurde mit dem Bau der heutigen Kirche ab 1760 begonnen, wie es in der Inschrift über dem Portal heißt. Sie wurde am 22. Juli 1764 eingeweiht. Die rechteckige Saalkirche aus Backsteinen, deren Kirchenschiff mit Strebepfeilern gestützt wird, ist mit einem Satteldach bedeckt, das im Osten abgewalmt ist. Der Glockenturm im Westen, in dem eine Kirchenglocke von 1786 hängt, ist mit einem  achtseitigen, schiefergedeckten, spitzen Helm bedeckt. 
Der Innenraum ist mit einem segmentbogigen Tonnengewölbe aus Holz überspannt, dessen Gewölberippen und Gurtbögen aus Stuck sind. Am Schnittpunkt der Rippen befinden sich Ornamente. An drei Seiten sind von Stützen mit Kopfbändern getragene Emporen, darauf und beiderseits des Kanzelaltars stehen Priechen. 
Die Kirchenausstattung stammt aus der Erbauungszeit. Der hölzerne Kanzelaltar mit frei stehenden Säulen ist mit Gemälden mit der Darstellung der Kreuzigung, der Auferstehung und des Abendmahls ausgestattet. In der Bekrönung sind zwei Putti in Grisaille gemalt. 
Von der Orgel, die 1756–1766 mit 24 Registern, zwei Manualen und Pedal von Johann Hinrich Klapmeyer gebaut wurde, sind der Prospekt und elf Register erhalten. Sie wurde 1969 und 1993 von Alfred Führer restauriert.